# Friedrich Geiger
Friedrich Geiger (Süßen, 24 november 1907 - Bad Überkingen, 13 juni 1996) was een Duitse auto-ontwerper en hoofdontwerper van Mercedes-Benz. Hij was onder andere verantwoordelijk voor het ontwerp van het vooroorlogse type 540K en de naoorlogse 300 SL, auto's die tegenwoordig worden gezien als de mooiste Mercedessen ooit gebouwd.

## Levensloop

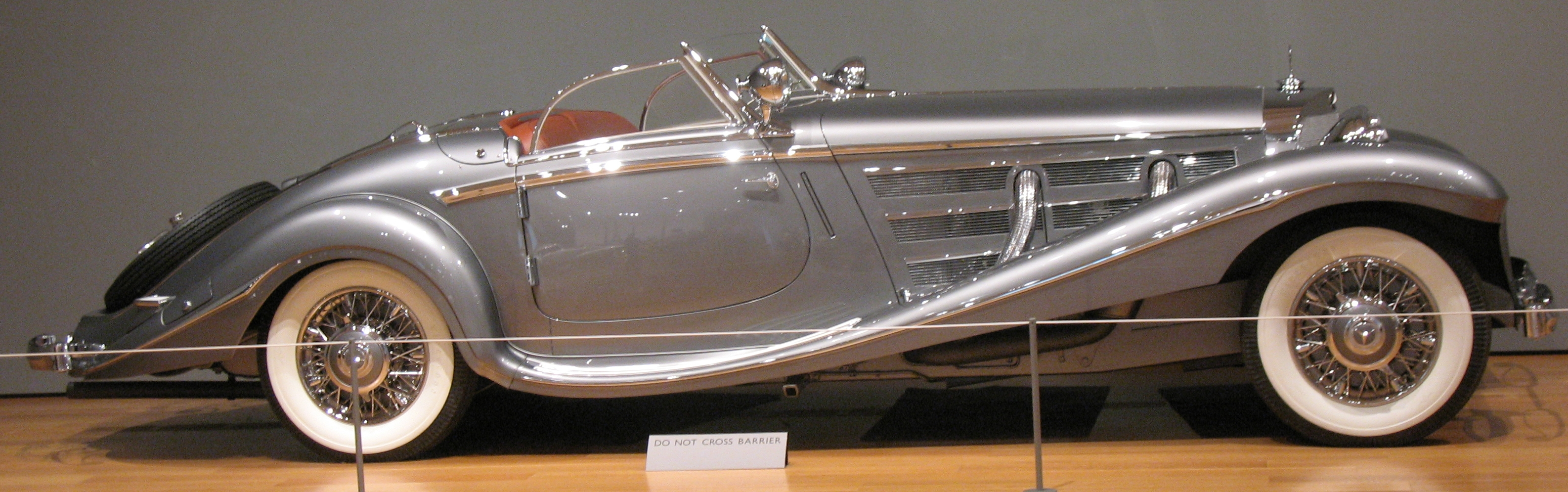
540K Spezial Roadster

Na een opleiding tot wagenmaker, waarvoor hij in 1931 het diploma behaalde, voltooide hij in 1933 zijn studie voertuigtechniek. Op 10 april 1933 begon Geiger aan zijn loopbaan op de afdeling Sonderwagenbau van Daimler-Benz in Sindelfingen. Op deze afdeling voor speciale voertuigen ontwierp hij onder leiding van Hermann Ahrens de 500K Spezial Roadster. Ook ontstonden hier zijn ontwerpen van de gepantserde limousines van de 'Grote Mercedes' - de typen  W07 en W150 - en het model 540K. De 540K Spezial Roadster geldt als de duurste klassieke Mercedes. De auto hiernaast van barones Gisela Von Krieger werd in 2012 verkocht voor $ 11.770.000.
Als gevolg van een herstructurering bij Daimler-Benz na de oorlog vertrok Geiger bij Mercedes in 1948. Twee jaar later keerde hij terug als testontwerper. Enkele jaren daarna volgde zijn benoeming tot hoofdontwerper en creëerde hij de 300 SL Gullwing. De Gullwing wordt gerekend tot de 10 mooiste Mercedessen ooit gebouwd en tot de 25 belangrijkste auto's van de 20e eeuw.
Hierna was Geiger verantwoordelijk voor vrijwel alle ontwerpen van Mercedes tot de  W116 die in 1972 als laatste type van zijn hand verscheen. Op 31 december 1973 ging Friedrich Geiger met pensioen. Hij werd in 1975 opgevolgd door Bruno Sacco. Bruno Sacco was een medewerker van Geiger die later werd genomineerd als grootste auto-ontwerper van de 20e eeuw.
Geiger overleed in 1996 op 88-jarige leeftijd. In 2007, het 100e geboortejaar van Geiger, sprak Sacco een dankwoord uit aan zijn mentor. Hij roemde Geigers uitstekende reputatie onder jongere auto-ontwerpers vanwege de tijdloosheid van zijn designs.
- Gemeinsame Normdatei: 1012806138
- International Standard Name Identifier: 0000 0001 2088 4729
- Library of Congress Control Number: nb2014005480
- Virtual International Authority File: 171985046